# 秘境
| ウィキペディアには「秘境」という見出しの百科事典記事はありません（タイトルに「秘境」を含むページの一覧/「秘境」で始まるページの一覧）。 代わりにウィクショナリーのページ「秘境」が役に立つかもしれません。 |